# Gymnotus cataniapo
Gymnotus cataniapo är en fiskart som beskrevs av Mago-leccia, 1994. Gymnotus cataniapo ingår i släktet Gymnotus och familjen Gymnotidae. Inga underarter finns listade i Catalogue of Life.